# Estación de Sarriko
Sarriko es una estación del Metro de Bilbao subterránea, situada en el barrio de Ibarrekolanda al norte de Bilbao (distrito de Deusto). Se encuentra junto a la Facultad de Ciencias Económicas y Empresariales de la Universidad del País Vasco y el Conservatorio de Música. Fue inaugurada el 11 de noviembre de 1995 y su tarifa corresponde a la zona 1.
En 1998, la estación fue galardonada con el Premio Brunel de arquitectura ferroviaria. De hecho, esta estación es diferente a todas las demás. Carece de fosterito de entrada, pues a excepción de las demás estaciones (que se excavaron con tuneladora), la estación de Sarriko fue excavada mediante un falso túnel de 20 metros de profundidad, cuya marquesina acristalada provee de luz natural a toda la estación. El descenso desde el nivel de calle se efectúa mediante un tramo único de escaleras mecánicas de 16,5 metros de longitud, el más largo de la red.
Desde el 27 de marzo de 2015, la estación dispone de un servicio de Wi-fi gratuito, ofrecido por la empresa WifiNova.

## Accesos
- C/ Benidorm, 2, esquina Av. Lehendakari Aguirre (salida Ibarrekolanda)
- C/ Benidorm, 2, esquina Av. Lehendakari Aguirre (salida Ibarrekolanda)

## Galería

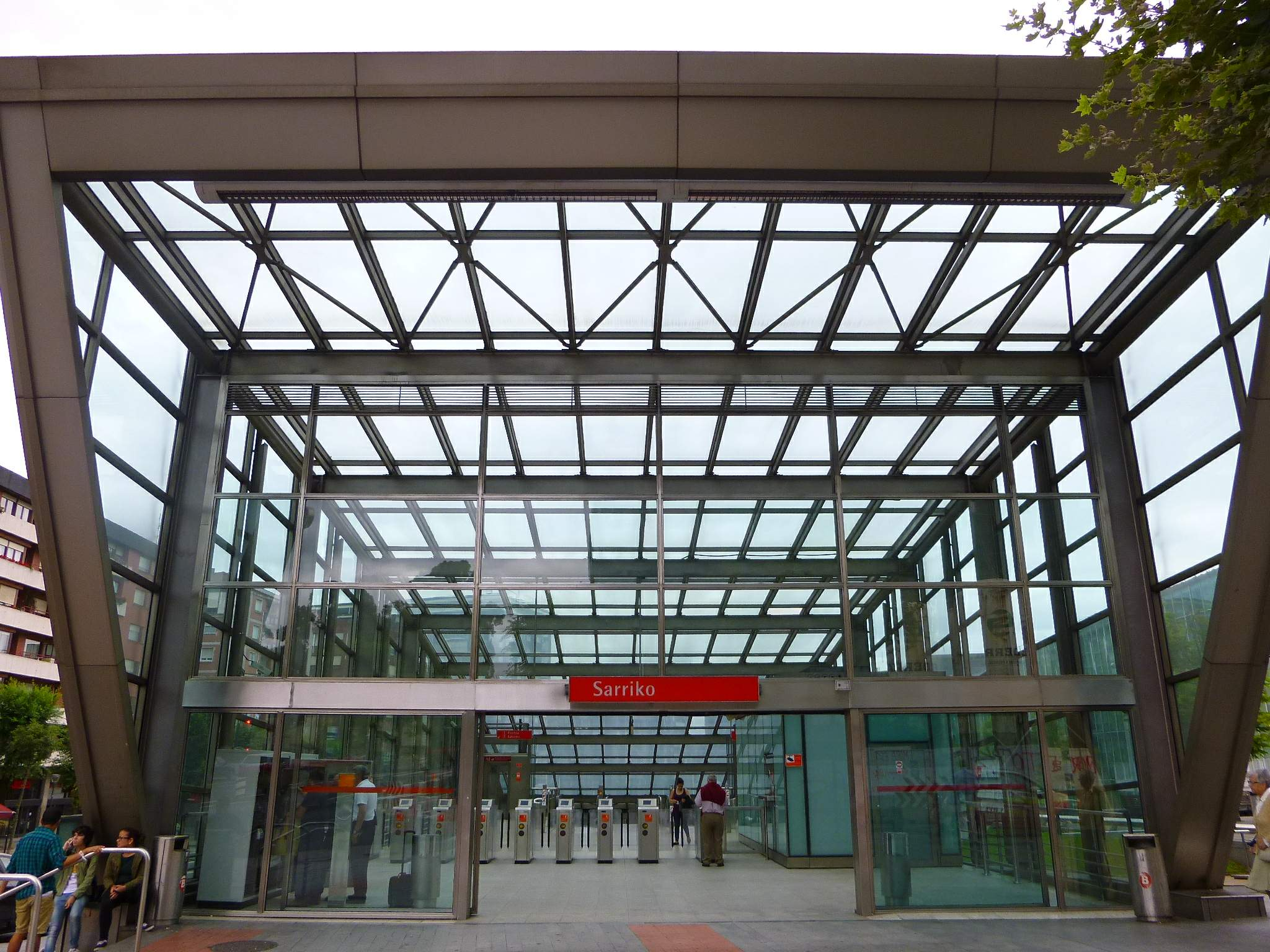
Marquesina de entrada
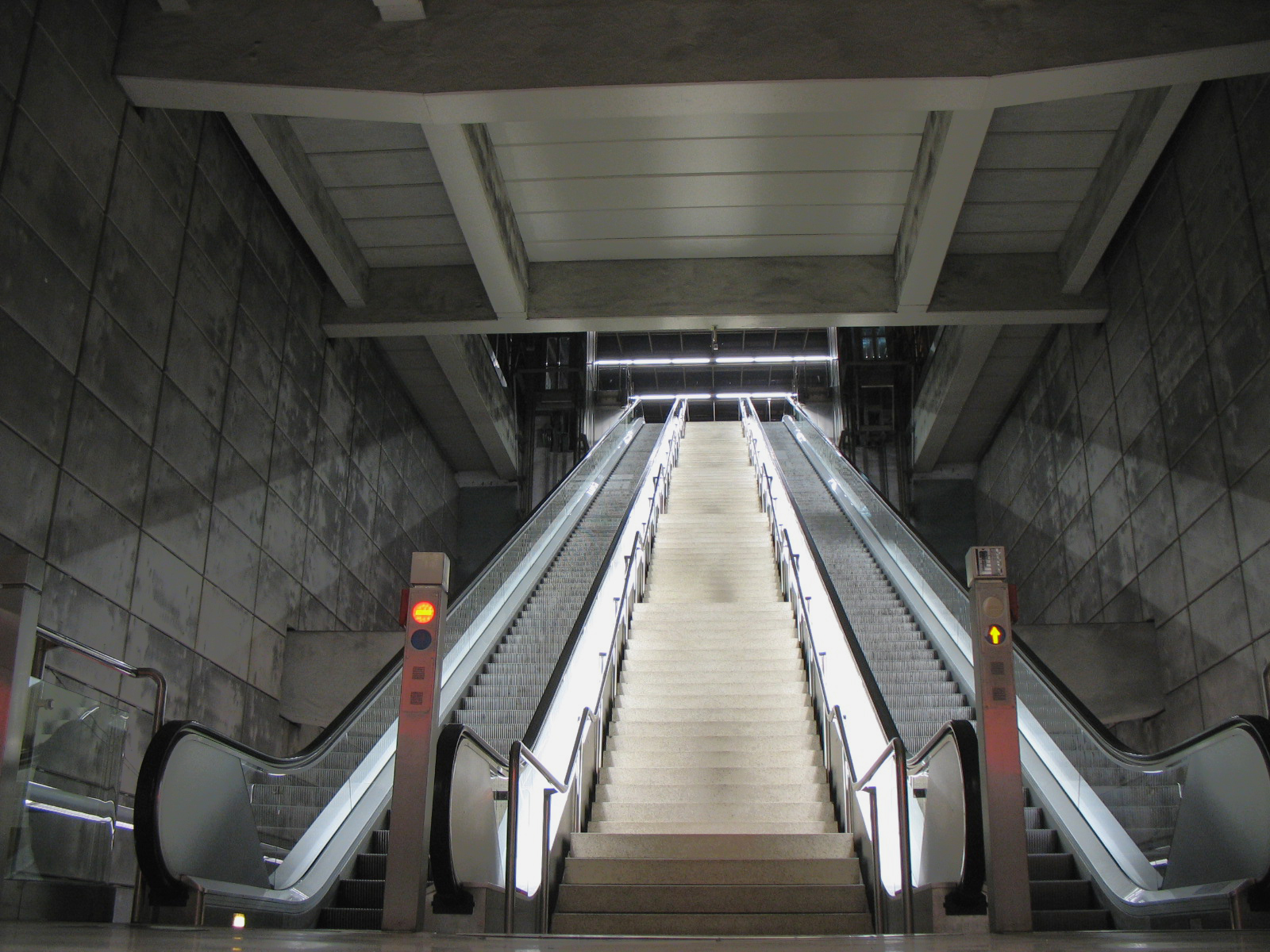
Vista de las escaleras desde el interior de la estación
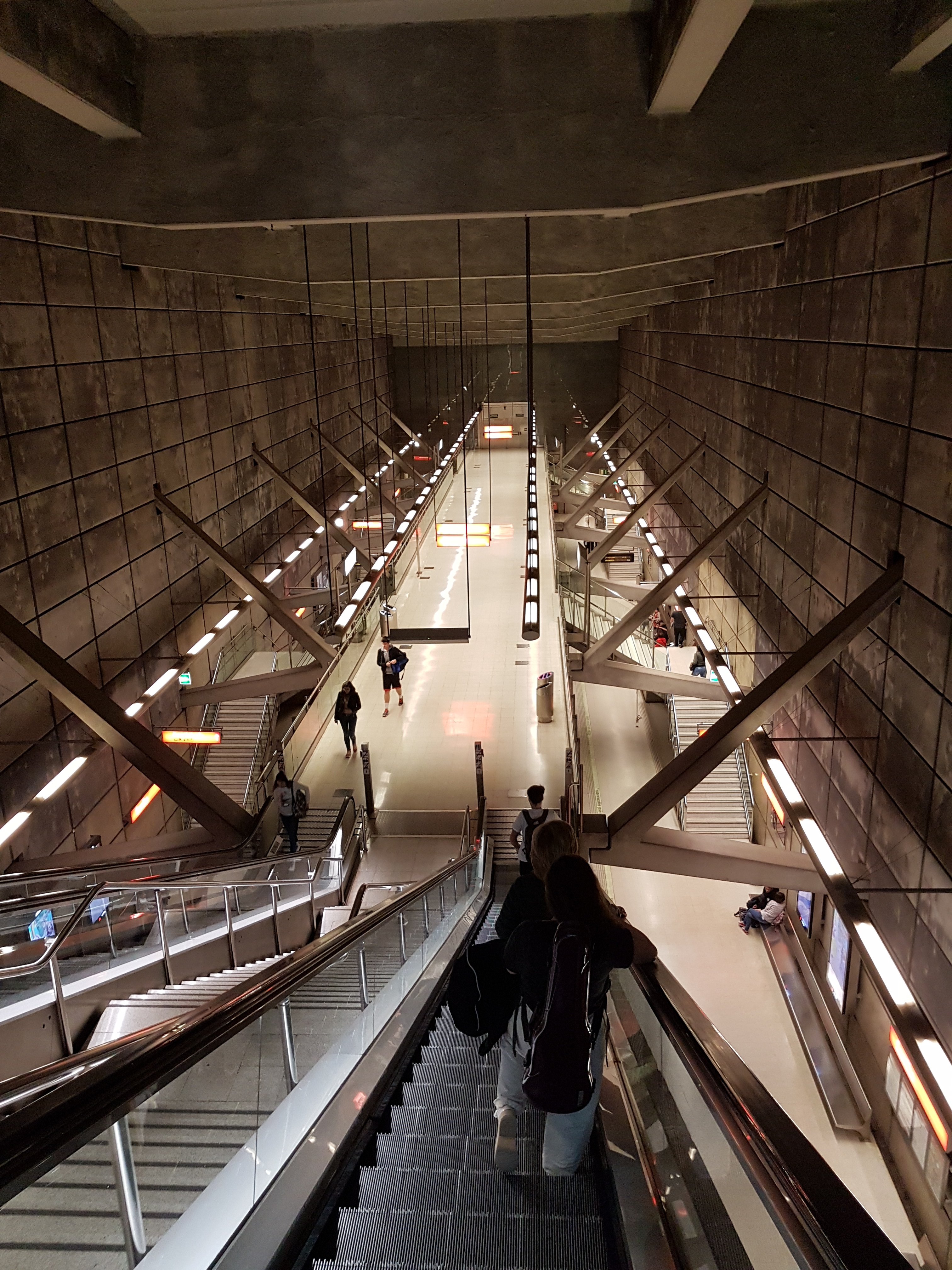
Interior de la estación